# Rubus nemorosus
Espèce
Rubus nemorosus est une espèce de plantes à fleurs de la famille des rosacées et du genre Rubus.

## Description
Rubus nemorosus a des turions vert ou brun souvent tachetés de rouge, pruineux, pourvus de poils et d'aiguillons. Les aiguillons sont de couleur pâle, on en retrouve parfois avec la base rouge. Il comporte des feuilles pédalées (qui qualifie une feuille à plusieurs segments, le médian étant libre et les latéraux s'insérant chacun sur celui qui le précède) à cinq folioles imbriqués. Le foliole terminal possède un limbe irrégulièrement denté et des poils épars et courts sur ses deux faces.
Les fleurs  d'un diamètre de trente à quarante  millimètres, sont mauve pâle. L'inflorescence est de type corymbiforme (en forme de corymbe et est composée de 3 à 6 fleurs. Les sépales sont longs, pointus et de couleur vert marginé de blanc. La floraison a lieu en juin, une autre floraison peut avoir lieu en septembre-octobre.
Les fruits sont ovales, et souvent avortés.

## Habitat et répartition
Cette ronce pousse naturellement sur les talus, dans les haies, les forêts humides de basse altitude, dans des sols sableux ou argileux. On le rencontre en Europe.